# Franz Holeschofsky
Franz Holeschofsky (Lebensdaten unbekannt) war ein österreichischer Fußballspieler.

## Karriere
Holeschofsky gehörte dem First Vienna FC als Mittelfeldspieler an, für den er von 1941 bis 1944 in der Sportbereichsklasse Donau-Alpenland, in einer von 17, später auf 23 aufgestockten Gauligen zur Zeit des Nationalsozialismus als einheitlich höchste Spielklasse im Deutschen Reich nach erfolgtem Anschluss Österreichs, Punktspiele bestritt.
Während seiner Vereinszugehörigkeit gewann er mit der Mannschaft dreimal die Gaumeisterschaft und nahm infolgedessen auch dreimal an den Endrunden um die Deutsche Meisterschaft teil. Bei seinem Debüt kam er in allen Spielen, von der Qualifikationsrunde bis zum Finale zum Einsatz. Im Berliner Olympiastadion verlor er mit seiner Mannschaft am 4. Juli 1942 vor 90.000 Zuschauern gegen den FC Schalke 04 durch die Tore von Ernst Kalwitzki und Fritz Szepan mit 0:2.
In der Endrunde 1942/43 bestritt er vier Spiele einschließlich des am 26. Juni 1943 im Berliner Poststadion gegen Holstein Kiel mit 1:4 verlorenen Spiels um Platz 3. Sein erstes Tor in diesem Wettbewerb erzielte er am 16. Mai 1943 beim 8:0-Sieg im Achtelfinale beim LSV Reinecke Brieg mit dem Treffer zum 5:0 in der 62. Minute. In der Endrunde 1943/44 kam er am 16. April 1944 beim 6:3-Sieg beim MSV Brünn in der 1. Runde zum Einsatz, wie auch im Achtelfinale, in dem ihm am 7. Mai 1944, beim 5:0-Sieg im heimischen Praterstadion gegen den STC Hirschberg, mit dem Treffer zum 2:0 in der 20. Minute ein Tor gelang.
Im nationalen Pokalwettbewerb für Vereinsmannschaften um den Tschammerpokal kam er im Jahr 1942 in zwei Spielen zum Einsatz. Sein Debüt gab er am 19. Juli beim 2:1-Erstrundensieg beim Wiener AC, gegen den er in der 60. Minute den 2:1-Siegtreffer erzielte. Sein zweites Spiel verlor er am 9. August in der 2. Runde bei der NSTG Falkenau mit 0:4. Das Jahr 1943 war diesmal von Erfolg gekrönt, er trug in fünf Spielen, in denen er zwei Tore erzielte, zum Einzug ins Finale bei, das am 31. Oktober 1943 in Stuttgart mit 3:2 nach Verlängerung gegen den Luftwaffen-Sportverein Hamburg gewonnen wurde. Rudolf Noack, seinem Mitspieler, war es vorbehalten mit seinem zweiten Tor in der 113. Minute für die Entscheidung zu sorgen.

## Erfolge
- Tschammerpokal -Sieger 1943
- Zweiter der Deutschen Meisterschaft 1942
- Gaumeister Donau-Alpenland 1942, 1943, 1944